# Zwergsäger

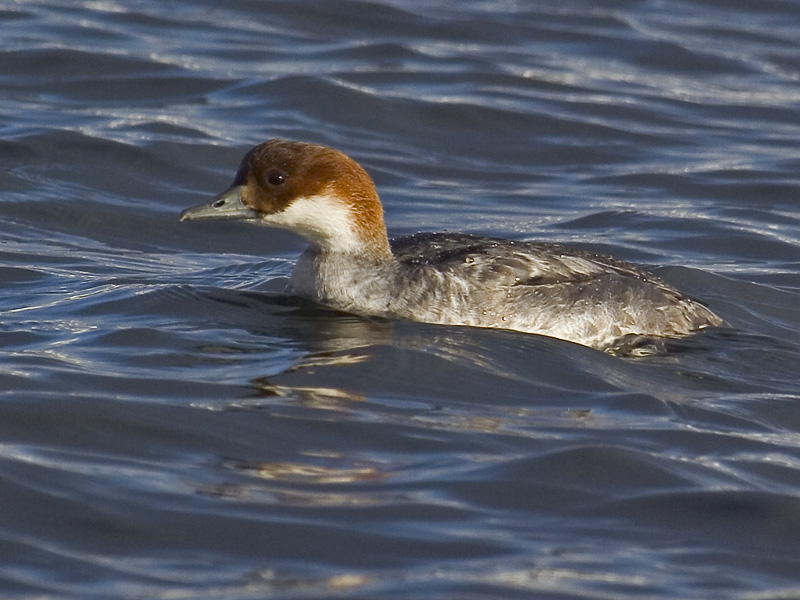
Weibchen

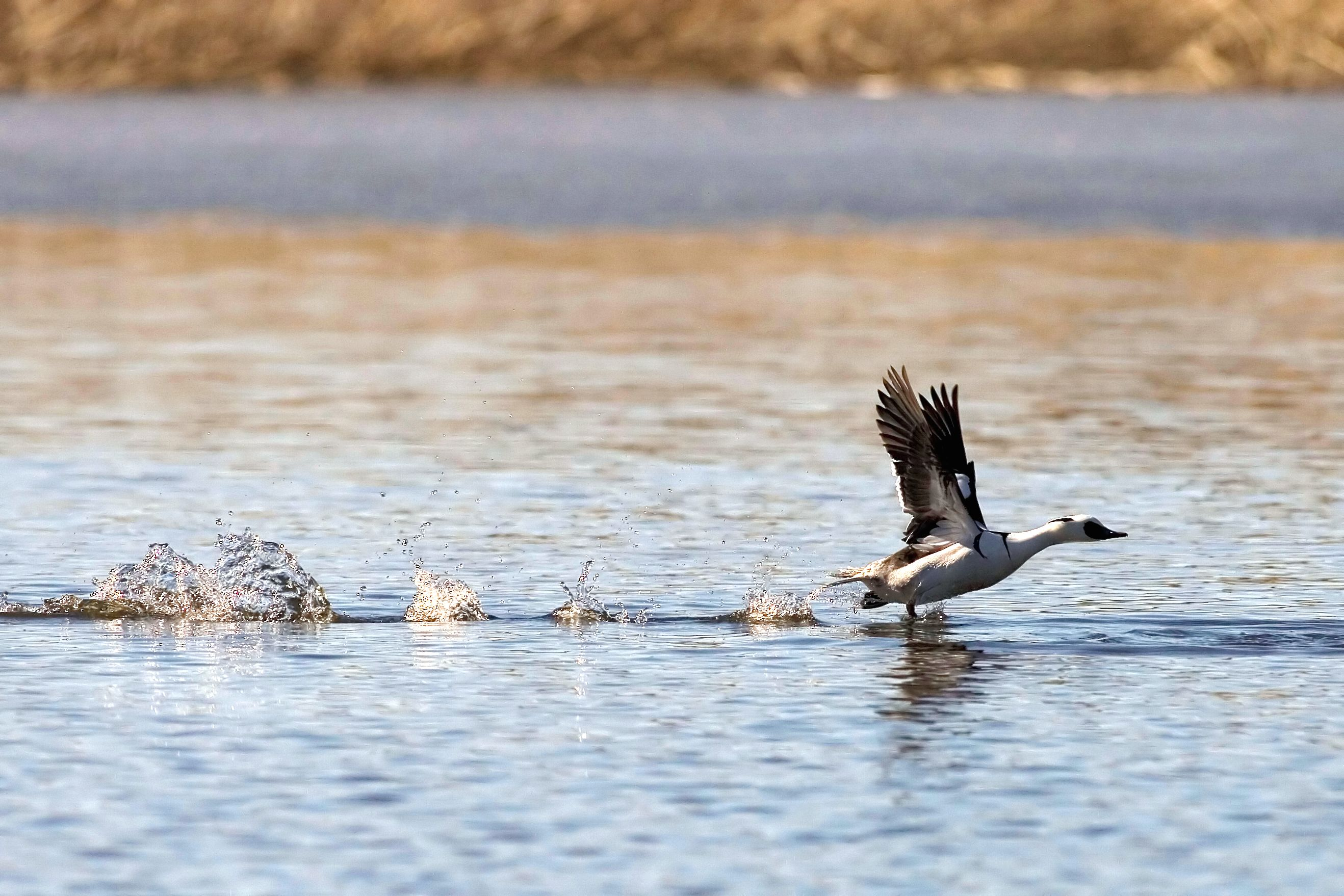
Auffliegender Zwergsäger

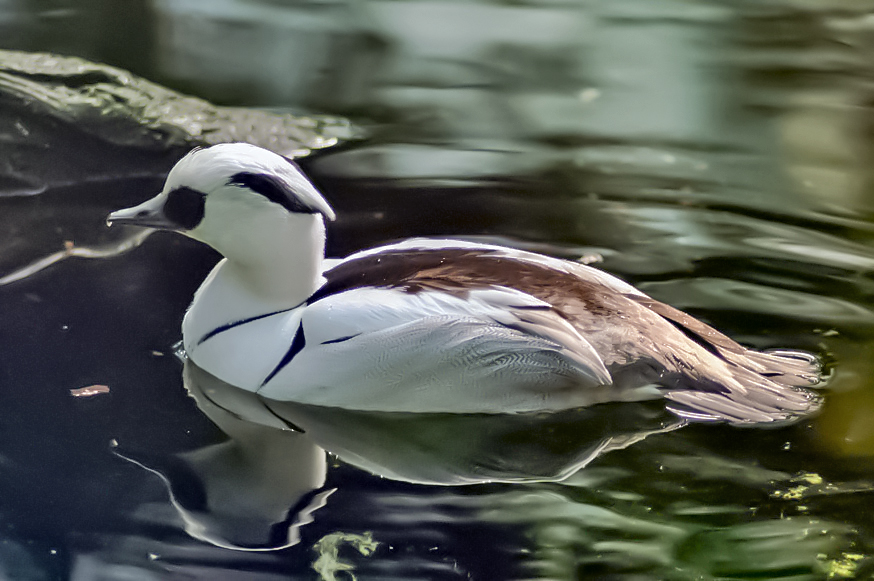
Männchen

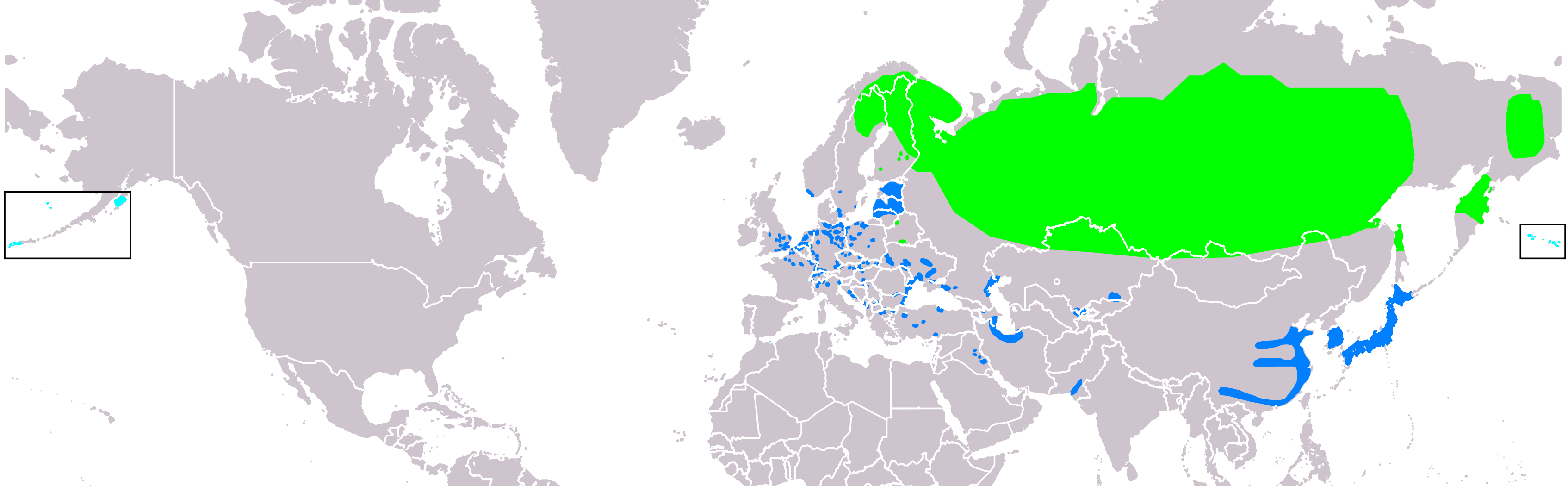
Verbreitungsgebiete des Zwergsägers:
Brutgebiete
Migration
Überwinterungsgebiete

Der Zwergsäger (Mergellus albellus) ist eine kleine, in Nordeuropa und Nordasien beheimatete Sägerart aus der Familie der Entenvögel (Anatidae). Der Zwergsäger ist nahe mit der Schellente (Bucephala clangula) verwandt, was auch daran zu erkennen ist, dass beide Arten miteinander hybridisieren. In Mitteleuropa ist der Zwergsäger von Oktober bis April regelmäßiger Wintergast und dann häufig mit Schellenten vergesellschaftet. Die wichtigsten winterlichen Rastplätze liegen an der Küste. Im Binnenland ist er wesentlich seltener zu sehen.

## Merkmale
Der Zwergsäger ist mit einer Körperlänge von 37 bis 45 Zentimetern kleiner und kurzschnäbliger als die anderen Säger. Die Flügelspannweite beträgt 44 bis 70 Zentimeter. Das Gewicht variiert zwischen 550 und 750 Gramm.
Männchen und Weibchen des Zwergsägers haben deutlich unterschiedliches Gefieder. Das Federkleid des Männchens ist weiß mit feinen schwarzen Strichen. Die Federhaube ist aufrichtbar. Auffällig ist der schwarze Fleck zwischen Schnabel und Auge. Der Rücken ist mitunter schwarz. Im Ruhekleid ähnelt der Erpel den Weibchen. Der Rücken ist allerdings schwarz und er ist deutlich größer und fülliger als die Weibchen. Männchen können außerdem an ihrem größeren Schnabel identifiziert werden.
Das Zwergsägerweibchen ist schlichter gefärbt und hat deutlich kleinere Haubenfedern. Sein Rücken ist dunkelgrau, die Flanken sind etwas heller. Der Kopf und die Halsseiten sind rotbraun.
Jungvögel zeigen einen bräunlichweißen Flügelfleck und zimtbraunen statt schwarzbraunen Zügel (zwischen Auge und Schnabelbasis). Kinn und Kehle sind weiß. Die Rumpffedern sind bräunlichgrau und heller gesäumt als bei adulten Vögeln. Die Küken sind in ihrer Färbung von Schellenten fast nicht unterscheidbar. Sie sind jedoch von geringerer Größe und haben bereits den typischen Säger-Schnabel.

## Stimme
Zwergsäger sind überwiegend stumm und nur selten zu hören. Der Balzruf des Männchens ist ein hölzernes, sich beschleunigendes Knirren, dass an tek tek tek arorr... erinnert. Dabei wirft der Vogel den Kopf weit in den Nacken. Weibchen rufen ein überwiegend einsilbiges räg oder gräg, aber auch gä gä...

## Verbreitung und Lebensraum
Das Verbreitungsgebiet der Zwergsäger erstreckt sich südlich des Polarkreises im borealen Nadelwald von Finnland bis Kamtschatka. Isolierte und wohl nicht mehr regelmäßige Brutvorkommen gibt es in der Steppenzone des europäischen Russlands; früher kam der Zwergsäger auch in Rumänien vor. Der Weltbestand liegt bei etwa 130.000 bis 200.000 Individuen. In Europa brüteten um die Jahrtausendwende etwa 5.300 bis 8.400 Brutpaare. Die größte Population, nämlich 4.000 bis 6.000 Brutpaare, findet sich im europäischen Russland. In Finnland leben etwa 1.000 bis 2.000 Brutpaare. Sehr kleine Bestände gibt es in Nordnorwegen und Nordschweden sowie Belarus.
Zwergsäger benötigen als Höhlenbrüter Bäume, das Angebot an Brutbäumen ist im Brutgebiet jedoch beschränkt. Meistens halten sich Zwergsäger an fischreichen Seen und langsam fließenden Flüssen auf. Ihr Lebensraum sind die borealen Nadelwaldgürtel mit großen Kiefern- und Lärchenbeständen. Sie brüten bevorzugt auf von Hochwald eingeschlossenen Seen und Niederungen. Die Nester werden meist auf kleinen, mit Baumgruppen bestandenen Inseln angelegt.
Als Zugvögel verlassen sie im Herbst ihre Brutgebiete, um auf geschützten Küstengewässern der südlichen Ostsee und des Schwarzen und Kaspischen Meeres, an der mecklenburgischen Ostseeküste, in den Niederlanden im Ijsselmeergebiet und in Nordrhein-Westfalen am Unteren Niederrhein zu überwintern.

## Ernährung
Die Nahrung besteht in den Wintermonaten fast ausschließlich aus 8–12 cm langen Fischen.
Im Sommer ernähren Zwergsäger sich außer von Fischen auch noch von Wasserinsekten und deren Larven und nehmen als Beikost Frösche, Krebse, Würmer und Pflanzenteile auf; darin unterscheiden sie sich von ihren großen Verwandten Mittelsäger und Gänsesäger.

## Fortpflanzung

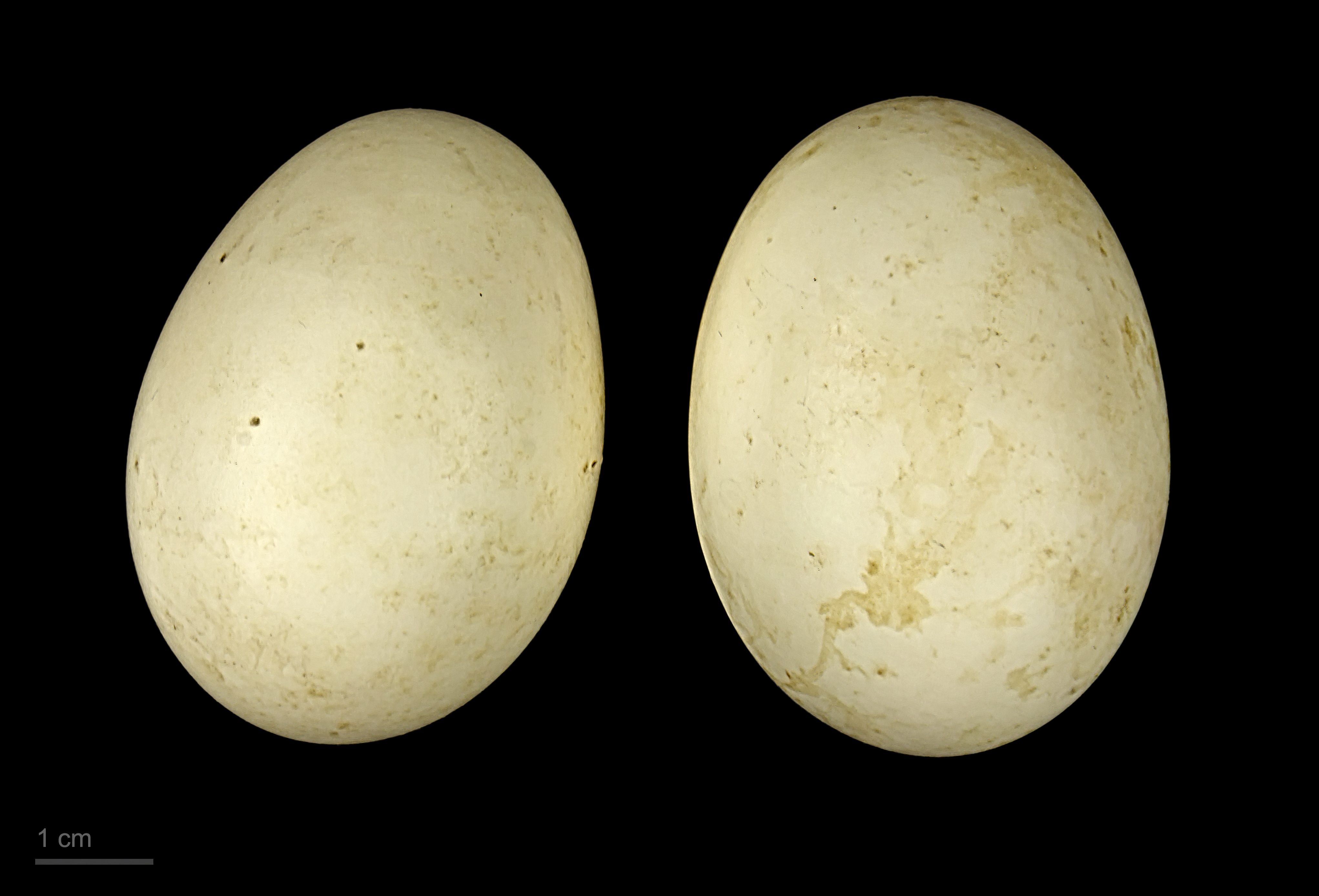
Eier des Zwergsägers

Die Paarbildung der Zwergsäger erfolgt im Winterquartier (Februar, März). Im April und Mai treffen die Paare in ihren Brutgebieten ein, die Eiablage erfolgt überwiegend im Mai, in einigen Gebieten noch bis Mitte Juni. Die Brut erfolgt bevorzugt in Baumhöhlen, mehrere Meter hoch und oft in einiger Entfernung vom Wasser, aber auch in künstlichen Nisthöhlen. 6 bis 11 cremefarbene Eier werden 28 bis 30 Tage bebrütet. Die Küken springen 24 bis 36 Stunden nach dem Schlüpfen aus den Nisthöhlen. Mit etwa zehn Wochen sind die Jungsäger erwachsen und mit zwei Jahren geschlechtsreif.

## Bestand und Bestandsprognose
Die IUCN schätzt die Gesamtpopulation nach Daten von 2002 auf 130.000 bis 210.000 Tiere und stuft den Zwergsäger als „nicht gefährdet“ (least concern) ein. Die nordeuropäische Population wird auf maximal 15.000 Individuen geschätzt. Ein Forschungsteam, das im Auftrag der britischen Umweltbehörde und der RSPB die zukünftige Verbreitungsentwicklung von europäischen Brutvögeln auf Basis von Klimamodellen untersuchte, geht allerdings davon aus, dass es beim Zwergsäger bis zum Ende des 21. Jahrhunderts infolge der Klimaerwärmung zu einer weiträumigen Arealverkleinerung kommen wird. Das Verbreitungsgebiet wird sich nach dieser Prognose deutlich verkleinern und nach Norden verschieben. Weite Teile des heutigen Verbreitungsgebietes sind dann für diese Art nicht mehr geeignet. Nach dieser Prognose bieten dann nur noch Regionen im nördlichen Teil des europäischen Russlands sowie der Süden von Nowaja Semlja geeignete Brutareale.

## Trivia
Der Asteroid (8439) Albellus des äußeren Hauptgürtels ist nach dem Zwergsäger benannt (wissenschaftlicher Name: Mergellus albellus). Zum Zeitpunkt der Benennung des Asteroiden am 2. Februar 1999 war der Bestand des Zwergsägers, der in den Niederlanden als Wintergast vorkommt, dort gefährdet.